# BMW K 1200-serie met langsgeplaatste motor
De BMW K 1200-serie met langsgeplaatste motor is een serie motorfietsen van het merk BMW.

## Voorgeschiedenis
BMW was eind jaren zeventig begonnen met de ontwikkeling van motorfietsen die de luchtgekoelde boxermotoren konden vervangen. In 1983 was de K 100-serie verschenen, voorzien van langsgeplaatst liggende viercilinderlijnmotoren met brandstofinjectie. Deze motoren werden in de daarop volgende jaren doorontwikkeld, aanvankelijk door 16 kleppen toe te passen, later door de cilinderinhoud te vergroten in de K 1100-serie. In die periode gaf de Europese Commissie een aantal onderzoekbureaus de opdracht een relatie aan te tonen tussen het motorvermogen en het ontstaan van motorongevallen. Hoewel deze relatie nooit werd aangetoond, besloot BMW de Europese regelgeving voor te blijven en de motorvermogens te beperken tot een maximum van 73,5 kW (100 pk). Concurrerende modellen, zoals de Yamaha FJ 1200 en GTS 1000, de Kawasaki GTR 1000, die net als de BMW's in de (sportieve) toercategorie vielen, leverden meer dan 100 pk en BMW besloot in de jaren negentig deze vorm van zelfbeperking los te laten.

### Prototype
In september 1996 verschenen achtereenvolgens spionagefoto's van een zware toermotor, de K 1200 LT, en een sporttoerer, de K 1200 RS. Het prototypestadium was toen eigenlijk al gepasseerd, want de modellen zouden in oktober van dat jaar tijdens de IFMA worden voorgesteld. Wel werd duidelijk dat de telelevervoorwielophanging, tot op dat moment nog alleen op de R 1100-serie leverbaar, nu ook bij de K-modellen zou worden toegepast. De achterschokdemper zat rechtstreeks op de cardantunnel, en niet centraal zoals bij de R 1100-serie. Dit was waarschijnlijk gedaan om ruimte te maken voor de regelunit van het antiblokkeersysteem, dat midden onder het zadel zat. Er werd uitgegaan van een sterk dragende motor, waarbij net als bij de R 1100-serie een zeer beperkt frame gebruikt was.

## K 1200-serie
De eerste machine die in november 1996 gepresenteerd werd was de K 1200 RS. Het was, zoals gezegd, een sporttoerer. "RS" stond dan ook voor "Reise Sport". Opvallend was dat de 1100cc-motor niet was "opgeboord", maar dat de slag opnieuw was vergroot. De reden hiervoor was enerzijds dat de 1100cc-motor niet genoeg "vlees" meer tussen de cilinders had om deze op te boren, maar ook dat een grotere cilinderboring het motorblok, en daarmee ook de wielbasis, groter zou maken. Een lange slag heeft echter voor- en nadelen: Het voordeel is dat het motorkoppel groter wordt, het nadeel is dat de zuigersnelheid bij een gegeven toerental hoger is. BMW schroomde echter niet het maximum toerental ten opzichte van de K 1100-serie nog te verhogen, waarmee de maximale zuigersnelheid toenam van 21 m/s tot 23,5 m/s bij 9400 tpm. Bij dat toerental greep de toerenbegrenzer in. Dit slijtageverhogende effect werd gecompenseerd door lichtere, compactere zuigers. Ook de kleppen werden lichter door de klepsteeldiameter terug te brengen van 6 naar 5 mm. Verdere verbetering ten opzichte van de K 1100-serie waren de nieuwe kettingaandrijving van de nokkenassen, aangepaste kleptiming, een tussenas voor de enkelvoudige drogeplaatkoppeling (waardoor deze minder snel draaide) en een nieuwe carterventilatie. De machine had een stuwdrukinlaat met een zeven liter grote airbox.

### Motor
Zoals bij de eerdere modellen uit de K-series had ook deze K 1200-serie een vloeistofgekoelde viercilinderlijnmotor met dubbele bovenliggende nokkenasen en vier kleppen per cilinder en met liggende cilinders, zoals bij een underfloormotor. De brandstofinjectie werd aangestuurd door een Bosch Motronic MA 2.4-motormanagementsysteem, dat ook het ontstekingssysteem aanstuurde. De "choke"-hendel, die bij eerdere modellen nodig was om bij de koude start wat meer brandstof in te laten spuiten, was vervallen. Er was een diagnosesysteem aanwezig, waarmee een monteur door het aansluiten van een testcomputer (het "MoDiTec"-systeem) elektrische storingen kon opzoeken en het systeem kon testen. Twee geregelde driewegkatalysatoren waren standaard gemonteerd. Om stromingsverlies te voorkomen was de centrale demperpot met katalysator vervangen door één katalysator per twee uitlaatbochten. Vanwege de ruimte die de telelevervork innam, was de centraal geplaatste radiateur vervangen door twee zijdelings geplaatste exemplaren. Bovendien was er een oliekoeler met ingebouwde thermostaat toegepast.

### Rijwielgedeelte

#### Frame
In tegenstelling tot de eerdere series (én de verwachtingen voor de K 1200-serie), was er wel degelijk een robuust uitziend brugframe gebruikt. De motor was hierin met rubbers opgehangen, en ook de telelever was niet aan het motorblok gemonteerd (de ophangrubbers maakten dat onmogelijk), maar steunde volledig af op het frame. Het betrof een gegoten aluminium frame, dat over het motorblok liep, maar boven de versnellingsbak splitste in twee delen, waarin de achterbrug scharnierde. Ook de enkele schokdemper achter steunde af op het hoofdframe. Er was een klein subframe toegepast voor de voorste bevestiging van de motor, en een achterframe voor de ophanging van de buddyseat, de accu, de regelunit van het optionele antiblokkeersysteem en het achterspatbord.

#### Aandrijflijn
De aandrijflijn was ten opzichte van andere BMW's niet veel veranderd. De K 1200-serie kreeg een enkelvoudige drogeplaatkoppeling, een zesversnellingsbak (RS en GT) of een vijfversnellingsbak (LT) en cardanaandrijving. In de motor was een tussenas aangebracht, die het krukastoerental verlaagde alvorens het motorkoppel op de koppeling werd overgebracht.

#### Wielen
Er werden vernieuwde vijfspaaks aluminium velgen gebruikt, waarbij het achterwiel met vijf bouten bevestigd was en door de enkelzijdige achterwielophanging zeer snel te (de)monteren was. De 170mm-achtervelg werd bij de herziening van het model in 2003 vervangen door een 180mm-exemplaar, dat echter vanaf het begin als optie leverbaar was.

#### Remmen
Vóór waren twee zwevende remschijven van 305 mm met vierzuigerremklauwen en achter één zwevende remschijf van 285 mm met een tweezuigerremklauw toegepast. De voorste schijven hadden geen eigen naven, maar waren rechtstreeks aan het voorwiel bevestigd, waardoor het onafgeveerd gewicht lager werd. Als accessoire was het BMW ABS II leverbaar.

### Uitrusting
De K 1200-serie was uitgerust met een verstelbare ruit, hoewel die bij de RS niet elektrisch werkte. Verder waren telelever- en paraleverveersystemen gebruikt. De machines hadden verstelbare zadels, stuurhelften, voetsteunen, versnellingspook en stuurhendels. De jiffy was elektrisch beveiligd. Het was wel mogelijk de motor warm te draaien op de zijstandaard, maar bij het inschakelen van de versnelling sloeg de motor automatisch af. Als optie waren leverbaar: antiblokkeersysteem, alarmsysteem, kofferset (bij de K 1200 LT standaard), binnentassen, tanktas en handvatverwarming.

### K 1200 RS
Hoewel de K 1200 RS al in november 1996 aan de internationale pers was voorgesteld, werd hij pas in maart 1997 leverbaar. De voorste richtingaanwijzers waren in de stroomlijnkuip geïntegreerd, op twee opvallende uitstekende kappen, waarin zeer waarschijnlijk ook de spiegels hadden moeten zitten. Deze waren echter op het stuur gemonteerd, omdat het zicht naar achteren anders beperkt werd door de armen van de bestuurder. De machine had een stuurdemper, die echter pas werkte als er snelle stuurbewegingen (slaan in het stuur) ontstonden. Dat werd bereikt door schijfjes in deze demper die door een veertje van elkaar gescheiden werden en pas bij plotselinge en snelle stuurbewegingen met elkaar in contact kwamen en de vrije oliedoorstroming blokkeerden. 
Het ruitje was in twee standen verstelbaar, maar vanwege het sportieve karakter van de machine was geen elektrische bediening toegepast. De kuip bestond uit drie delen (links, rechts en een onderkuip), die vrij eenvoudig te verwijderen waren. Het motorblok was op slechts enkele plaatsen zichtbaar, waarbij links alleen twee kleine stukjes van het kleppendeksel te zien waren en rechts alleen de olievuldop. In de onderkuip was een gaatje gemaakt om het oliepeilglas zichtbaar te maken. De machine zag er aan de voorkant zeer robuust uit, terwijl hij vanaf de voorkant van het zadel juist uitermate laag en slank was. Daardoor zat de rijder, net als bij de R 1100-serie, zeer laag. Op het dashboard zaten naast de gebruikelijke tellers en lampjes ook een benzinemeter en een versnellingsindicator. 
Het eerste model was leverbaar in Delphin-Blau metallic, Marrakech-Rot en Dakar-Gelb/Arktic-Grau met een "finishvlag" patroon op de stroomlijnkuip. In de telelever-vork was 70% anti-duik ingebouwd. Hiermee behield de berijder toch nog iets van het vertrouwde duikgevoel bij het afremmen. De voorvering was niet instelbaar, maar achter waren zowel de veervoorspanning als de demping instelbaar. In 2001 onderging het model enkele kleine wijzigingen. De kuip werd iets veranderd en de zitpositie werd iets "toeristischer", doordat de voetsteunen lager en de stuurhelften iets hoger geplaatst werden. De machine werd nog steeds geleverd met ABS II, maar kon optioneel ook van het nieuwe Integral ABS voorzien worden. In 2005 werd de BMW K 1200 RS opgevolgd door de K 1200 S, die een dwarsgeplaatste viercilinderlijnmotor had.

### K 1200 LT
De K 1200 L(uxus) T(ourer) werd eind 1998 gepresenteerd als opvolger van de K 1100 LT. Waar de K 1100 LT nog min of meer een "aangeklede" motor was, was de K 1200 LT helemaal ontworpen als superluxe Full Size Touring machine. De basis vormde hetzelfde 1200cc-viercilinderblok dat ook de K 1200 RS had, maar het was teruggetuned naar 98 pk. Dit was gedaan door de toepassing van andere nokkenassen, een lagere compressieverhouding en een gewijzigd in- en uitlaatsysteem. Ook het aluminium brugframe was, met een aangepaste geometrie, overgenomen. 
Het achterframe was uitgebreid om de geïntegreerde koffers te dragen. Tot de standaarduitrusting behoorden het BMW ABS II, twee geregelde driewegkatalysatoren, elektrisch verstelbare toerruit, zithoogteverstelling, handvatverwarming, de BMW "Tempomat" cruisecontrol, een achteruitversnelling, een audiosysteem en een geïntegreerde kofferset, waarvan de topkoffer, als rugsteun voor de duopassagier, verstelbaar was. 
Als accessoires waren leverbaar een Softtouch duozadel, zadelverwarming, een cd-wisselaar, intercom, gsm, een koelbox en een chroompakket. Door al deze luxe bracht de machine rijklaar liefst 378 kg op de weegschaal. Alle knoppen op het stuur en de tank waren met dikke handschoenen te bedienen. De audioinstallatie paste het geluidsniveau aan de gereden snelheid aan, zodat het bij stilstand niet te hard stond. Een boordcomputer verschafte de rijder informatie over de buitentemperatuur, gemiddelde snelheid, gemiddeld brandstofverbruik en de resterende actieradius. Uiteraard was een eensleutelsysteem toegepast. De spiegels konden, omdat de stroomlijnkuip breder was dan die van de K 1200 RS, nu wél in de kuip geïntegreerd worden. Onder die spiegels zaten verdraaibare windgeleiders die de berijder van de nodige koele lucht konden voorzien. 
De duopassagier had armleuningen en een verwarmbare ruggensteun waarnaast twee speakers van het audiosysteem en zelfs bedieningsknoppen voor dit systeem zaten. In totaal waren er acht speakers aan boord. Vóór in de kuip en in de rugsteun zaten 12 voltaansluitingen. De achteruitversnelling werkte elektrisch door via een hendel de startmotor aan de versnellingsbak te koppelen. Hierdoor was er ten opzichte van de K 1200 RS wel een versnelling ingeleverd. In de kuip waren twee valbeugels vrijwel onzichtbaar aangebracht. Het stuur was net als bij de K 1100 LT in rubbers gemonteerd. 
In het vakje van de radiocassetterecorder was ook een kleine bergruimte en bevond zich een staaflantaarntje. In de topkoffer pasten twee helmen en daar zat ook een make-upspiegeltje en een documentenvak. Vanaf 2000 werd het BMW Integral-ABS (ABS III) toegepast. Voor het modeljaar 2004 kreeg de K 1200 LT een verbeterd rijwielgedeelte met een grotere naloop en een variabel werkende achterschokdemper, een andere versnellingsbak, meer lichtopbrengst, verbeterde zitpositie, een beeldschermpje in het dashboard, centrale vergrendeling met afstandsbediening en een elektrohydraulische pomp waarmee de middenbok zittend op de motor kon worden uitgeklapt.

### K 1200 LT 80th Anniversary Limited Edition
In 2003 vierde BMW Motorrad het 80-jarige bestaan. Ter gelegenheid daarvan kwamen drie "Limited Editions" uit: de F 650 CS 80th Anniversary Limited Edition, de R 1150 R Rockster 80th Anniversary Limited Edition en de BMW K 1200 LT 80th Anniversary Limited Edition. De K 1200 LT had de cd-wisselaar standaard, een alarmsysteem en ook het MK3-navigatiesysteem. Net als de andere "Limited Editions" werd er een certificaat en een plaquette bijgeleverd.

### K 1200 GT
De BMW K 1200 GT werd eind 2002 gepresenteerd als "tussenmodel" tussen de sportieve K 1200 RS en de zware K 1200 LT, naar verluidt vooral op instigatie van Nederlandse politiekorpsen die een viercilindermotorfiets wilden. Als basis diende de K 1200 RS, die een iets bredere bovenkuip en kuipverbreders aan de onderkuip kreeg, met een elektrisch verstelbare ruit. Het stuur was hoger, en het Integral ABS was standaard gemonteerd. Ook waren de in de kleur van de motor gespoten koffers standaard. Verder waren er witte knipperlichten toegepast en was het zadel slechts in twee standen instelbaar. Het motormanagementsysteem en de katalysator waren verbeterd. De lichtschakelaar was vervallen, het licht brandde permanent. Vanwege deze uitbreidingen aan het elektrische systeem waren een sterkere 840 watt dynamo en een gelaccu toegepast. Als optie waren zadelverwarming, ook voor de duopassagier en cruisecontrol leverbaar. Technisch was de GT identiek aan de RS. De motor voldeed uiteindelijk niet voor politiegebruik (althans niet in Nederland), waardoor er uiteindelijk een aangepaste versie in samenwerking met de Nederlandse politiekorpsen werd gebouwd door de voormalig coureur Jos Schurgers.

### K 1200 P Politiemotor
Rond 2005 waren diverse Nederlandse politiekorpsen en de Koninklijke Marechaussee zich aan het oriënteren op een opvolger voor de K 1100 LT-dienstmotoren. De K 1200 GT voldeed voor de meeste korpsen niet, waarschijnlijk omdat de machine toch te dicht bij de sportieve K 1200 RS stond. De luchtgekoelde boxermotoren van de R 1200-serie werden juist vanwege de luchtkoeling afgewezen, waardoor vooral de Yamaha FJR 1300 en de Honda Pan European nadrukkelijk in beeld kwamen. BMW was echter niet bereid een geschiktere machine uit te brengen. Uiteindelijk bracht het bedrijf Schurgers Design, van voormalig coureur Jos Schurgers, een aangepaste machine uit. Schurgers had als designer (onder andere van de Van Veen OCR 1000) zijn sporen al verdiend en produceerde ook aftermarketstroomlijnkuipen. 
De K 1200 P werd in samenwerking met de politie ontwikkeld. De machine was uiteraard voorzien van een eenpersoonszadel, waarachter een mobilofoonkast zat. Verder was de toerkuip inclusief de elektrisch verstelbare ruit veel groter uitgevoerd en werden de grote in de kuip geïntegreerde spiegels van de K 1200 LT ingebouwd. In 2006 werden 350 van deze machines geleverd aan 11 Nederlandse politiekorpsen. De Koninklijke Marechaussee onderwierp de K 1200 P samen met de FJR 1300 en de Pan European aan een testprogramma, waarna de keuze op de Yamaha viel.

### K 1200 LT Edition
Zoals gebruikelijk bij BMW was de "Edition"-versie een uitloopmodel, dat het einde van de productie van de K 1200 LT aankondigde. Een aantal opties van voorgaande modellen waren bij dit model standaard gemonteerd, zoals xenonverlichting, centrale vergrendeling met afstandsbediening, bodemverlichting, reling en remlicht op de topkoffer, softtouch buddyseat, zadelverwarming en een diefstalalarm met afstandsbediening. De machine was voorbereid voor een navigatiesysteem.

## Technische gegevens
|                    | K 1200 RS                                                    | K 1200 LT                                                    | K 1200 LT 80th Anniversary Limited Edition                   | K 1200 GT                                                    | K 1200 LT Edition                                            |          |
| ------------------ | ------------------------------------------------------------ | ------------------------------------------------------------ | ------------------------------------------------------------ | ------------------------------------------------------------ | ------------------------------------------------------------ | -------- |
| Periode            | 1997-2005                                                    | 1998-2009                                                    | 2003                                                         | 2002-2005                                                    | 2009                                                         |          |
| Categorie          | sporttoerer                                                  | toermotor                                                    | toermotor                                                    | toermotor                                                    | toermotor                                                    |          |
| Motortype          | vloeistofgekoelde DOHC-motor met vier kleppen per cilinder   | vloeistofgekoelde DOHC-motor met vier kleppen per cilinder   | vloeistofgekoelde DOHC-motor met vier kleppen per cilinder   | vloeistofgekoelde DOHC-motor met vier kleppen per cilinder   | vloeistofgekoelde DOHC-motor met vier kleppen per cilinder   |          |
| Bouwwijze          | langsgeplaatste viercilinderlijnmotor met liggende cilinders | langsgeplaatste viercilinderlijnmotor met liggende cilinders | langsgeplaatste viercilinderlijnmotor met liggende cilinders | langsgeplaatste viercilinderlijnmotor met liggende cilinders | langsgeplaatste viercilinderlijnmotor met liggende cilinders |          |
| Boring             | 70,5 mm                                                      | 70,5 mm                                                      | 70,5 mm                                                      | 70,5 mm                                                      | 70,5 mm                                                      |          |
| Slag               | 75 mm                                                        | 75 mm                                                        | 75 mm                                                        | 75 mm                                                        | 75 mm                                                        |          |
| Cilinderinhoud     | 1171 cc                                                      | 1171 cc                                                      | 1171 cc                                                      | 1171 cc                                                      | 1171 cc                                                      |          |
| Max. vermogen      | 98 kW (135 pk) bij 8750 tpm                                  | 72 kW (98 pk) bij 6750 tpm (vanaf 2004 85 kW/116 pk)         | 72 kW (98 pk) bij 6750 tpm (vanaf 2004 85 kW/116 pk)         | 98 kW (135 pk) bij 8750 tpm                                  | 85 kW/116 pk                                                 |          |
| Max. koppel        | 117 Nm                                                       | 115 Nm (vanaf 2004 120 Nm)                                   | 115 Nm (vanaf 2004 120 Nm)                                   | 117 Nm                                                       | 120 Nm                                                       |          |
| Topsnelheid        | 255 km/h                                                     | onbekend                                                     | onbekend                                                     | 245 km/h                                                     | onbekend                                                     | onbekend |
| Aandrijving        | cardanaandrijving                                            | cardanaandrijving                                            | cardanaandrijving                                            | cardanaandrijving                                            | cardanaandrijving                                            |          |
| Rijwielgedeelte    | gegoten, vierdelig gelast aluminium brugframe                | gegoten, vierdelig gelast aluminium brugframe                | gegoten, vierdelig gelast aluminium brugframe                | gegoten, vierdelig gelast aluminium brugframe                | gegoten, vierdelig gelast aluminium brugframe                |          |
| Droog gewicht      | 267 kg                                                       | onbekend                                                     | onbekend                                                     | onbekend                                                     | onbekend                                                     | onbekend |
| Leeg gewicht       | 285 kg                                                       | 378 kg                                                       | 387 kg                                                       | 300 kg                                                       | 387 kg                                                       |          |
| Max. totaalgewicht | 500 kg                                                       | 600 kg                                                       | 600 kg                                                       | 500 kg                                                       | 600 kg                                                       |          |
| Tankinhoud         | 21 liter                                                     | 24 liter                                                     | 24 liter                                                     | 21 liter                                                     | 24 liter                                                     |          |
| Voorganger         | K 1100 RS                                                    | K 1100 LT                                                    | K 1100 LT SE                                                 | geen                                                         | geen                                                         |          |
| Opvolger           | K 1200 S                                                     | K 1600 GTL                                                   | geen                                                         | BMW K 1200 GT met dwarsgeplaatste motor                      | geen                                                         |          |